# Andrzej Czok
Andrzej Czok (1948. november 11. – 1986. január 11.) lengyel hegymászó. 1985. január 21-én, Jerzy Kukuczkával együtt, ő mászta meg először télen a Dhaulagirit. 1986-ban a Kancsendzönga téli megmászása közben vesztette életét.